# 宮地堅磐
宮地 堅磐（みやじ かきわ、嘉永5年11月8日（1852年12月18日） - 明治37年（1904年）3月2日）は、幕末から明治期に活動した神職である。潮江天満宮神主。幼名は政衛。堅磐のほか、正昭、政昭、中和、清海、再来、水位などを名乗った。

## 生い立ち・経歴
嘉永5年11月8日（1852年12月18日）、土佐国土佐郡潮江村上町辻ノ東縁所（現：高知市土居町）の潮江天満宮社家にて生まれる。幼名は政衛。父は潮江天満宮神主の宮地常磐。万延2年（1861年）、父が藩より謹慎を命じられたため、12歳で神主となった。翌年、京都の吉田家を通して任官し、宮地若狭佐菅原正昭を名乗った。幼少の頃の堅磐は学問嫌いであり、常磐は18人の師の下で文武16科を習わせた。『高知県人名事典』によれば、家庭教師のひとりである山中慶助の影響で、彼は学問に開眼した。その後、藩校・致道館に通い、武術・砲術・医学なども学び、校内では砲術取立役にも任ぜられた。同校は明治5年（1872年）に廃校となるが、堅磐の企図のもと、この蔵書はすべて宮地家が買い取った。明治27年（1894年）には正式に父を継ぎ、天満宮祇官となった。明治33年（1900年）から5年にわたり病に伏せ、明治37年（1904年）3月2日に死去した。享年53歳。

## 業績
常磐は神事にたずさわるとき以外は著述に没頭し、10,000巻を著すことを目標としていたという。実際に、神道・仏教・道教・医学・天文・地理・暦・鉱山・昆虫・植物などに関する数百冊の著作があったと考えられているが、高知大空襲を経て大半が散逸している。
堅磐の業績としてもっともよく知られるのは、神仙道に関する研究であり、玄学に精通していた。氏子に対する禁厭治病などもよくおこなっており、松山白洋は1930年の評伝で、「瘧にかかった人などは堅磐に一つ睨まれると瘧がおちた」という「未亡人の談話」を紹介している。また、親族である宮地直一は幼少期に堅磐と接しており、彼について「屡々膝下に侍して仙術に関する奇談を耳にし、子供心にも非常に不可思議に感じた記憶は、今にあり〳〵と脳底に潜む」と述懐している。
宮地は、神道の行法に道教の要素を取り入れた、いわゆる宮地神仙道の創始者として知られているが、黒田宗篤は、宮地の神仙道研究は、あくまでも玄学を重視していた平田国学の延長線上にあるものであり、一般に知られる「宮地神仙道」のイメージは、1948年に清水宗徳が創始した神仙道本部によるものが大きいことを指摘している。黒田は、彼や宮地厳夫が神仙道に関する宗教団体を運営していたという考えは誤りであり、彼らの著作については平田国学の系譜に沿った、学問的なものとして理解するほうが適切であると論じている。

### 著作
堅磐の著作のほとんどは宮地家が所蔵していたが、先述の通り、これらの大半は高知大空襲により消失しており、焼け残ったものに関しても所蔵は詳らかでない。神道・神仙道関連の著作については、『宮地神道大系 第1巻』『神仙秘書』『鴻濛字典』（書誌情報は下記）が出版されている。しかし、1867年（慶応3年）から 1888年（明治21年）までの著作目録である『家牒』より書名のみ明らかになっている書籍も多くあり、これによれば、堅磐の研究は玄学のみにとどまるものではなく、博物学的な研究もおこなっていたようである。
- 祝宮静・宮地青丘 （監修）、宮地神道文献刊行会 編『宮地神道大系 第一巻』宮地神社奉賛会、1991年。
- 宮地水位、大宮司朗（監修）『神仙秘書 : 玄学道術秘伝』八幡書店、1999年。ISBN 4893501968。
- 宮地水位『鴻濛字典』神仙道本部、1985年。